# Zingiber menghaiense
Zingiber menghaiense är en enhjärtbladig växtart som beskrevs av Shao Quan Tong. Zingiber menghaiense ingår i släktet Zingiber och familjen Zingiberaceae. Inga underarter finns listade i Catalogue of Life.